# Víctor Víctor
Víctor Víctor   (Santiago de los Caballeros, 11 de desembre de 1948 - Santo Domingo, 16 de juliol de 2020) fou un cantant, músic, guitarrista i compositor dominicà de música popular.

## Biografia
Víctor Víctor va néixer l'11 de desembre de 1948 a Santiago de los Caballeros, Província de Santiago, en el populós barri de Los Pepines.
Al començament dels anys setanta, sent percussionista i tocador de guitarra, va començar a treballar amb l'orquestra de Wilfrido Vargas i en 1972 va gravar el seu tema  El Camino de los Amantes. Poc temps després, aquesta mateixa cançó ho va projectar internacionalment com a compositor en ser interpretada per Felipe Pirela.

## Compromís social
Compositor d'alta sensibilitat humana, les seves cançons sempre han demostrat un compromís amb el sentir popular.
Va ser fundador al costat de Sonia Silvestre del grup Nueva Forma en els anys 70. Aquest grup, emmarcat en el que es va denominar cançó protesta, va participar en el festival Siete Días con el Pueblo el 1974.
Va ser també dels primers artistes dominicans a viatjar a Cuba, quan aquest tipus de viatges estava prohibit pel govern dominicà.
L'any 2007 va gravar un disc amb cançons de contingut social titulat Verde y Negro com un homenatge als lluitadors per la llibertat del poble dominicà.

## Rellevància
Autor de gran quantitat de cançons, les seves lletres i melodies han estat cantades per grans intèrprets de la cançó popular en Iberoamèrica i Espanya, per exemple Dyango, Milly Quezada, Celia Cruz i Azúcar Moreno, entre d'altres.
En 1990, Víctor Víctor amb la seva producció Inspiraciones va ser dels primers artistes dominicans a col·locar la bachata en els escenaris internacionals fent que deixés de ser un gènere marginal per a convertir-se en un fenomen de masses.
En la seva producció Bachata Entre Amigos del 2006, produït pel guitarrista Juan Francisco Ordóñez, va interpretar a duo i a temps de bachata èxits clàssics de cantautors com Serrat, Sabina, Silvio Rodríguez i Fito Páez entre d'altres. Muchos de esos autores interpretaron por primera vez sus canciones en ese ritmo. Va rebre un dels Premis Ondas 1993.

## Discografia
- Álbum Rojo (1973)
- Chile Vive (1974)
- Neruda Raíz y Geografía (1974)
- Cotidiano (1975)
- Con Sus Flores y Sus Vainas (1976)
- En Son de Felicidad (con Francis Santana) (1982)
- Artistas por la Paz / Cara o Cruz (con José Antonio Rodríguez) (1986)
- Flamboyán (1987)
- Inspiraciones (1990)
- Tu Corazón (1993)
- Un Chin de Veneno (1994)
- Alma de Barrio (1994)
- Cajita de Música (1996)
- Recuento I (1998)
- Pisando Rayas (2001)
- Bachata Entre Amigos (2006)
- Verde y Negro (2007)
- Rosa y Rojo (2009)[5]